# Shopgirl
Shopgirl è un film del 2005 diretto da Anand Tucker, tratto dal romanzo omonimo di Steve Martin, che ne è anche sceneggiatore ed interprete.

## Trama
Mirabelle Buttersfield, proveniente dal Vermont, lavora in un lussuoso grande magazzino al reparto guanti, vive una vita solitaria con il suo gatto, Sylvia, e con antidepressivi, facendo fatica ad ambientarsi nella frenetica Los Angeles. Ama fare dei disegni con il carboncino e ogni tanto riesce a venderne qualcuno.
Una sera incontra in lavanderia lo stravagante Jeremy, che nella vita crea grafici per amplificatori, con cui esce quasi per disperazione non essendone totalmente attratta. Ma un giorno Mirabelle si ritrova corteggiata da Ray Porter, un uomo ricco e con il doppio dei suoi anni ed inizia con lui una relazione che durerà circa un anno. Nel frattempo Jeremy, seguendo il consiglio inconsapevole di Mirabelle, prende in mano la sua vita diventando un uomo e ottenendo una serie di successi lavorativi. Ben presto la storia tra Mirabelle e Ray giunge al capolinea perché lui sostiene di non amarla totalmente e lei decide di andarsene, provando nell'immediato la sofferenza che comunque avrebbe dovuto affrontare in seguito. 
Sarà poi Jeremy a darle la felicità che cerca mentre Ray rimarrà con il rammarico di vederla andare via tra le braccia di un altro dicendo tra sé e sé "Così è la vita".